# Neon nigriceps
Neon nigriceps är en spindelart som beskrevs av Bryant 1940. Neon nigriceps ingår i släktet Neon och familjen hoppspindlar. Inga underarter finns listade i Catalogue of Life.